# Kolonel Palmkazerne
De Kolonel Palmkazerne is een voormalige militaire kazerne in de Noord-Hollandse plaats Bussum aan de Amersfoortsestraatweg 85a, gemeente Gooise Meren. De kazerne werd in 1939 in gebruik genomen, naar een ontwerp van Kapitein der Genie A.G. Boost. De Palmkazerne maakt deel uit van de vier gerealiseerde type Boost II regimentskazernes. De kazerne sloot de poort in 2006.
In 2017 kwam het perceel en gebouwen in handen van drie gemeenten die toen gezamenlijk het terrein zijn gaan herontwikkelen. Anno 2023 zijn de oorspronkelijke gebouwen rondom de voormalige appelplaats en twee schoorstenen van het keukengebouw als gemeentelijk monument aangewezen.

## Naam
De kazerne was genoemd naar François Abrahamszoon Palm (1620 te Dordrecht - 1674 te Bergen, graafschap Henegouwen), een luitenant op het einde van de Tachtigjarige Oorlog. In de jaren daaropvolgend streed hij in 1659 in Denemarken (Slag in de Sont) en de landing bij Nyborg op Funen. In 1664 werd hij kolonel der mariniers, in het vervolg op het Rampjaar 1672 streed hij in 1673 in Naarden en sneuvelde in 1674 na gewond te zijn in de Slag bij Seneffe.

## Geschiedenis

### Historie terrein
Het terrein waar later een nieuwe kazerne gebouwd werd, was oorspronkelijk in gebruik door het ministerie van Defensie om voor bij het nabijgelegen legerplaats Crailo te gebruiken als exercitieterrein voor manschappen, om militaire oefeningen te doen. In 2024 werd bij grondrenovatie een oude markerings grenspaal gevonden met inscriptie.

### Bouw
In 1936 besloot de Nederlandse regering op 24 plaatsen nieuwe kazernes te bouwen vanwege de dreigende internationale situatie. Er werd gekozen voor een standaardmodel, het paviljoenstelsel met een centraal exercitie- en appelterrein en daaromheen zes legeringsgebouwen voor een regiment.
Voor Bussum werd een locatie aan de Amersfoortsestraatweg gekozen. Het terrein was al lange tijd in handen van het ministerie van Defensie en werd gebruikt als infanterie- en pionierterrein voor de soldaten in het nabij gelegen legerplaats Laren (later Crailo).
In mei 1938 werd een bouwvergunning aangevraagd. Bezwaren van de gemeente, een natuurorganisatie en omwonenden werden afgewezen omdat de minister van Defensie stelde dat ‘landsbelang gaat voor plaatselijk belang’. Op 15 juli 1938 werd de vergunning verleend en in oktober 1939 betrok de eerste groep militairen de kazerne.

### In de oorlog
Na de overgave in het begin van de Tweede Wereldoorlog verlieten de Nederlandse militairen de kazerne per eind mei 1940. 
Tot de zomer van 1940 werd de Palmkazerne gebruikt door de Opbouwdienst, die de komst van de Arbeidsdienst in 1941 voorbereidde. Korte tijd later betrokken Wehrmacht-eenheden de kazerne. Hun luchtdoelartillerie kreeg hier een plaats en het geschut stond opgesteld op de heide. Met de verhuizing van generaal Friedrich Christiansen en zijn staf van Den Haag naar Hilversum nam het belang van Bussum toe. In de omgeving van de kazerne werden huizen gevorderd voor de huisvesting van officieren.
Op 25 november 1944 werd de kazerne gebombardeerd door de geallieerde luchtmacht. Zes van de zeven gebouwen werden hierbij vernietigd en het zevende gebouw raakte zwaar beschadigd. De kazerne was onbewoonbaar en de nazisoldaten werden overgebracht naar andere locaties. Op 21 maart 1945 werd de kazerne weer beschadigd bij een luchtaanval die voornamelijk bedoeld was om het Wehrmachthoofdkwartier uit te schakelen, die bij het nabij gelegen Hotel Bosch van Bredius in Naarden aanwezig was. Na de capitulatie lag de kazerne nog steeds in puin en het duurde tot 1950 voordat de oorlogsschade was hersteld.
Vanuit deze kazerne werden enkele verzetsstrijders op de nabijgelegen schietbanen op de Bussumerheide (gem. Hilversum) geëxecuteerd. Op die plaats werd na de oorlog het Gedenkkruis voor verzetsmensen opgericht. Daar stonden tot 2024 vijf namen op, maar in dat jaar werd er een zesde naam toegevoegd. Daar vindt jaarlijks op 4 mei een herdenking plaats.

### Na de oorlog
- Vanaf 1 juni 1950 was de staf van het Commando Luchtverdediging in Bussum gelegerd en tussen 1952 en 1960 was de kazerne in gebruik bij de luchtdoelartillerie.[4]

- Op 14 november 1957 stortte een USAF F-100 Super Sabre neer op gebouw 3 en een deel van gebouw 2 van de kazerne nadat er brand in de cockpit was ontstaan. De piloot wist zich met zijn schietstoel boven Hilversum in veiligheid te brengen. Onder de in de kazerne gelegerde dienstplichtige militairen vielen zes doden en zestien gewonden door deze vliegramp.[6][7]
- Eind jaren vijftig werd de luchtdoelartillerie zwaar ingekrompen en in december 1959 verhuisde het Depot Intendance naar de Palmkazerne. Het werd de opkomstplaats voor rekruten van het Regiment Intendance, tevens plaats van eerste opleiding. Ook de soldaten van de Gravendienst kregen hier hun opleiding. Het opleidingscentrum voor de koks, hofmeesters en menagemeesters bevond zich aanvankelijk te Leiden (in de toenmalige Morspoortkazerne), vanaf 1978 in Haarlem en van 1992 tot 2006 eveneens in Bussum.

## Sluiting
De Kolonel Palmkazerne sloot begin 2006. Het Opleidings- en Trainingscentrum Logistiek van de Koninklijke Landmacht verhuisde naar de Soldaat Ketting Olivierkazerne en de Du Moulinkazerne te Soesterberg. Bij het opleidingscentrum op de Palmkazerne in Bussum waren ongeveer 350 personen werkzaam. De eveneens hier gevestigde Bergings- en Identificatiedienst Koninklijke Landmacht (BIDKL), voortgekomen uit de Gravendienst, verhuisde naar Kamp Soesterberg.

## Herontwikkeling
De Kolonel Palmkazerne, met de daarbij zuidelijk gelegen voormalige kazerne Crailo en Marechausseekazerne Hilversum, zijn sinds 2017 in bezit van de gemeenten Gooise Meren, Laren en Hilversum. De drie gemeenten sloten een samenwerkingsovereenkomst om het gebied te herontwikkelen. In 2020 hebben de drie gemeenteraden een stedenbouwkundig en landschapsplan voor Crailo vastgesteld en in 2021 is het bestemmingsplan buurtschap Crailo unaniem vastgesteld.
Het grootste deel van de kazerne zal blijven bestaan en er komt ruimte voor nieuwbouw. Op het hele terrein komen 590 woningen, deels in bestaande kazernegebouwen, en een bedrijventerrein van vijf hectare groot. De naam van het geheel is Buurtschap Crailo. Eind maart 2023 is BPD Bouwfonds Gebiedsontwikkeling geselecteerd voor de ontwikkeling van de 1e fase, het Kazernekwartier. Op 1 juni 2023 werd de koopovereenkomst getekend.
Op 9 november 2024 werd gestart met de verbouw van de voormalige legeringsgebouwen in het zogeheten Kazernekwartier.

## Gemeentelijk Monument
Het Cuypersgenootschap heeft in 2017 bij de gemeente Gooise Meren een aanvraag gedaan om de voor 1940 gerealiseerde gebouwen op de Kolonel Palmkazerne als gemeentelijk monument aan te wijzen. In oktober 2023 is dit verzoek ingewilligd voor de gebouwen rondom de voormalige appelplaats en twee schoorstenen van het keukengebouw. Het winnend ontwerp van de organisatie BPD Bouwfonds houdt rekening met de cultuurhistorische waarde van de monumentale gebouwen.

## Varia
- Op 14 oktober 1980 werd door de toenmalige koningin Beatrix in Bussum een vaandel uitgereikt aan het Regiment Intendancetroepen.[14]
- Op 7 maart 2001 reikte Koningin Beatrix in de Kolonel Palm kazerne in Bussum wederom een vaandel uit, nu aan het toen net nieuw opgerichte Regiment Bevoorradings- en Transporttroepen van de Koninklijke Landmacht.[15]

## Fotogalerij

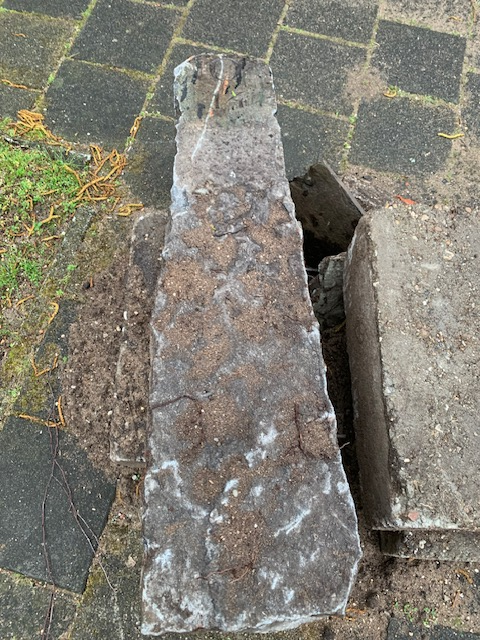
Militaire Grenspaal Exercitieveld
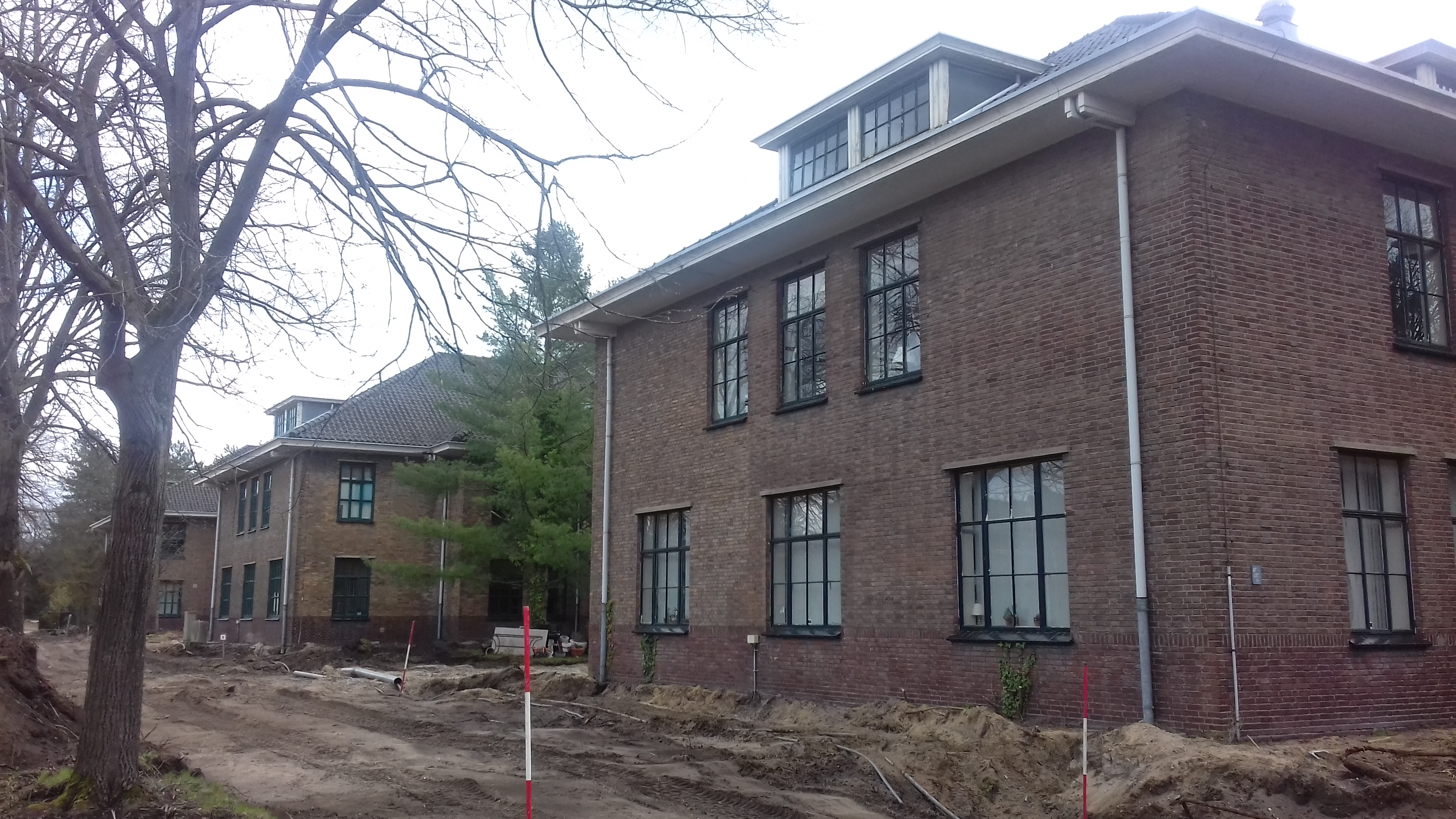
Paviljoensgebouw 3 Kolonel Palm Kazerne (2023)
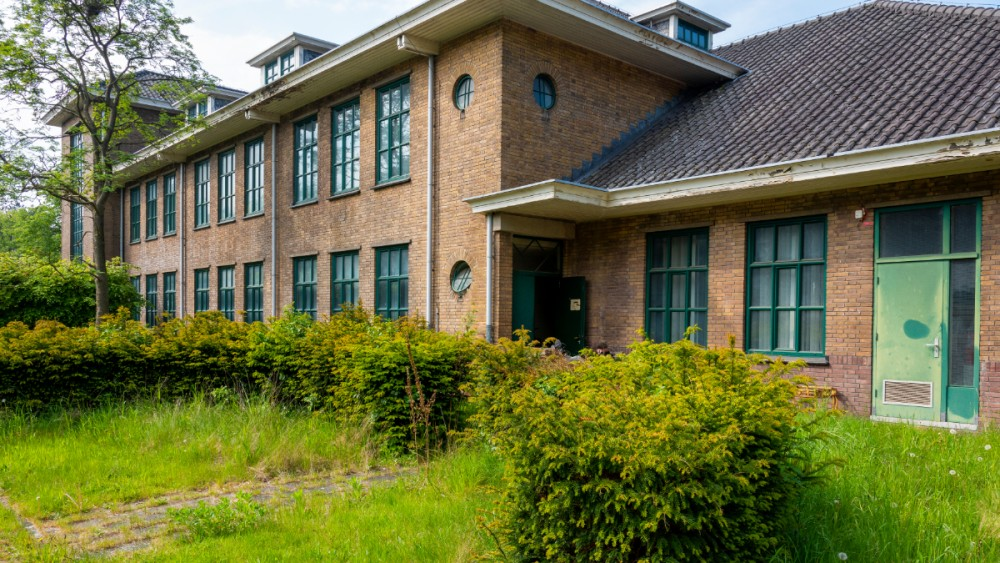
Kolonel Palmkazerne
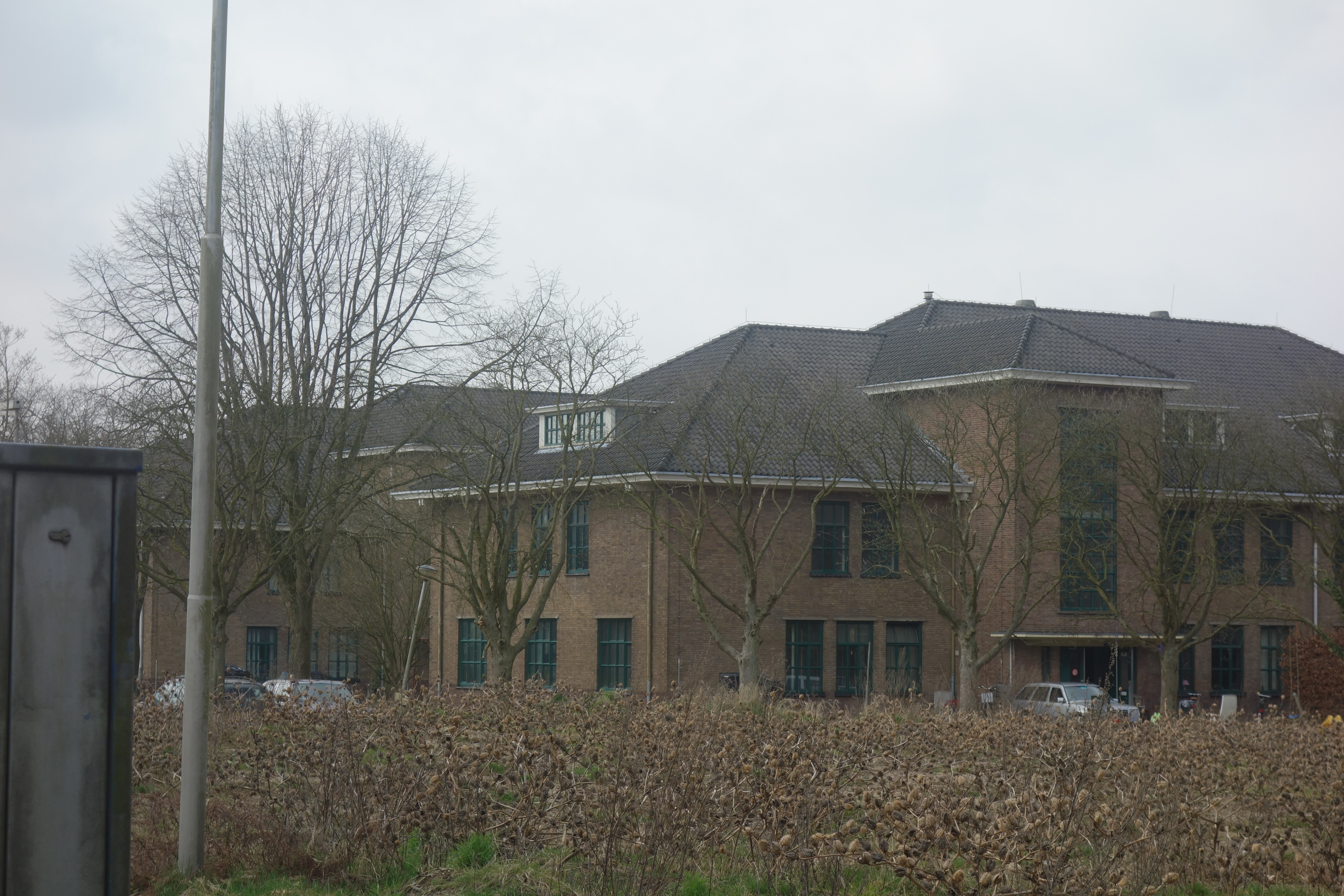
Kazernegebouwen 4,5,6
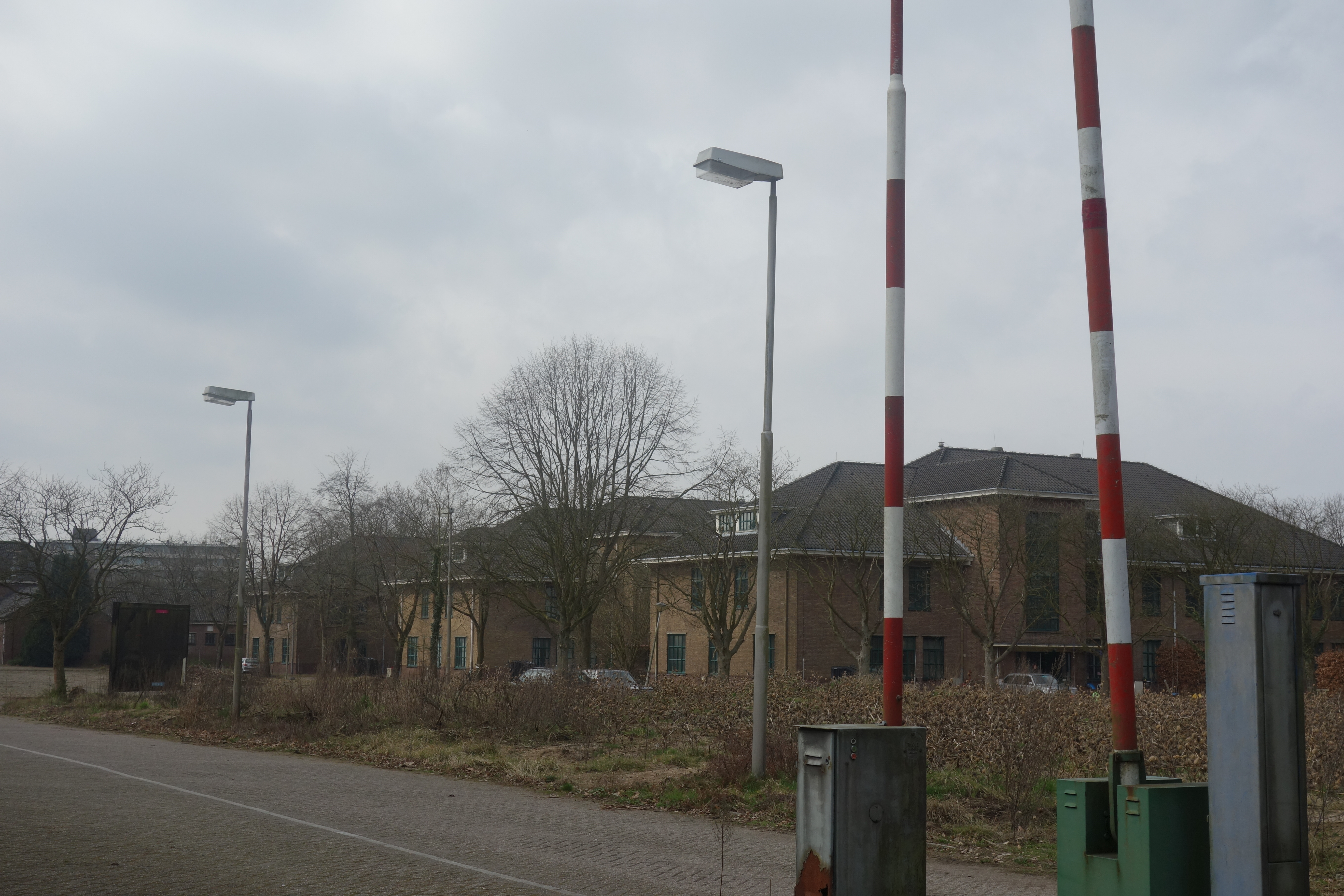
Kazernegebouwen 4,5,6
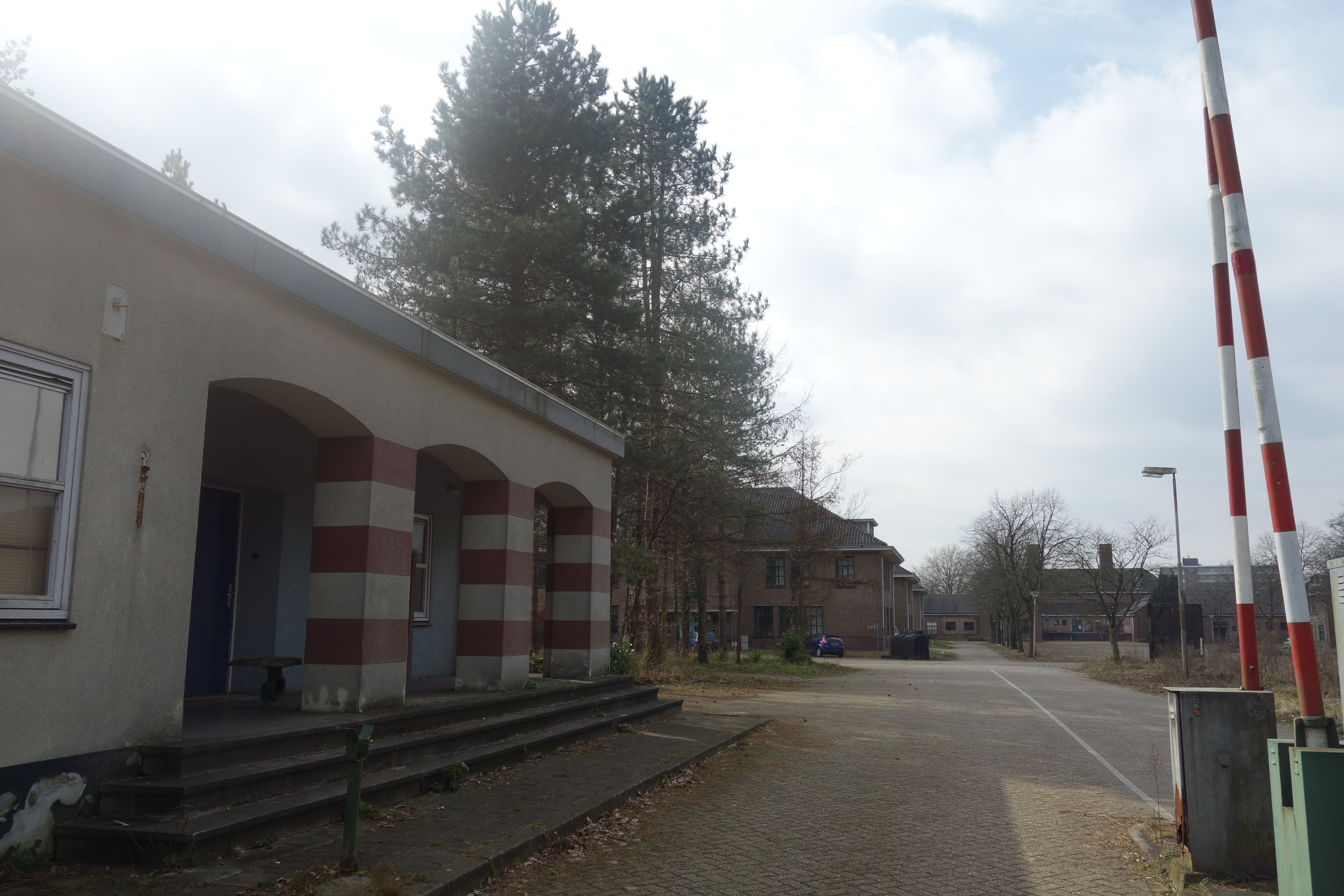
Voormalige Poort Kazerne
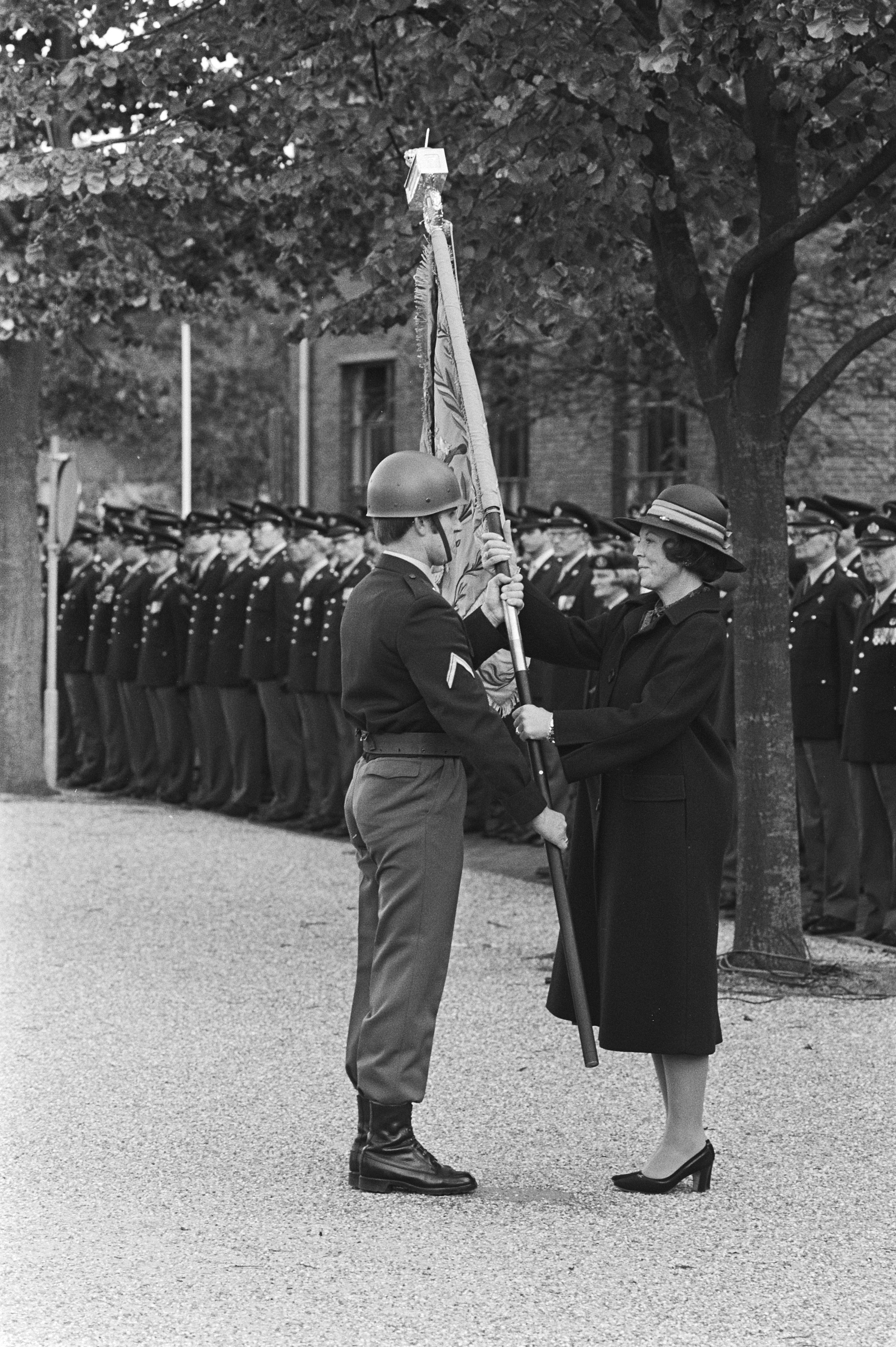
Koningin Beatrix heeft vaandel uitgereikt aan het Regime Intendancetroepen
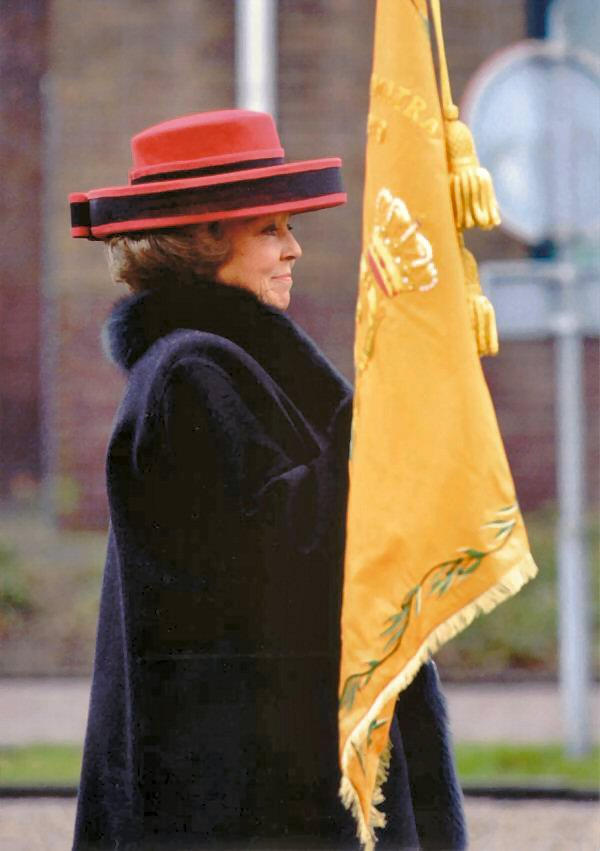
Koningin Beatrix tijdens de uitreiking van het vaandel aan het Regiment Bevoorradings- en Transporttroepen